# Olimpio Bonald Neto
Olimpio Bonald Neto, nome artístico de Olimpio Bonald da Cunha Pedrosa (Olinda, 17 de outubro de 1932 — Olinda, 26 de janeiro de 2023), foi um advogado, professor, historiador, ensaísta, folclorista, contista, poeta e pintor brasileiro.

## Formação
- Graduado em Ciências Jurídicas e Sociais pela Faculdade de Direito do Recife, 1957[9];
- Curso de Artes plásticas na Escola Livre da Ribeira, 1960;[6]
- Planejamento do desenvolvimento turístico (Cicatur / OEA / México, 1974.[6]

## Atuação profissional
- Advogado civil e trabalhista;
- Procurador autárquico federal;[6]
- Fundador e professor do Curso de Turismo da UNICAP[9];

## Instituições culturais e literárias
- Academia Pernambucana de Letras - ocupava a cadeira 1, eleito em 20 de maio de 1980;[8][nota 2]
- Academia de Letras e Artes do Nordeste - ocupava a cadeira 57;[8]
- Academia Olindense de Letras;
- Academia Recifense de Letras;
- Sociedade dos Poetas Vivos de Olinda - fundador e presidente[nota 3];
- União Brasileira de Escritores - Seção Pernambuco - (ex-presidente); (Presidente Emérito);
- Instituto Histórico de Olinda;
- Instituto Histórico de Goiana;
- Conselho de Cultura do Estado de Pernambuco;
- Conselho Municipal de Cultura de Olinda;
- Comissão Nacional do Folclore - Vice-presidente;
- Fundador do Centro de Estudos de História Municipal da Fundação de Desenvolvimento Municipal do Interior de Pernambuco - FIAM[9];
- Consultor de Cultura e Turismo da EMPETUR;
- Membro do Conselho de Preservação dos Sítios Históricos de Olinda;
- Associação de Imprensa de Pernambuco - Conselheiro.

## Livros publicados

### Antropologia cultural
- Os bacamarteiros;
- Bacamarte, pólvora e povo;[7][11]
- Palco e palanque;[2]
- O verbo e a voz[nota 4];
- A arte do entalhe - tradição artística olindense;
- Os caboclos de lança - azougados guerreiros de Ogum;
- Gigantes foliões em Pernambuco;[2]
- Modernismo e Integralismo - A ideologia dos anos 30;
- Apresentação da Via Sacra de Mestre Nosa;
- Folclore;
- O homem da meia-noite;
- Caboclos de lança;
- Artistas de Pernambuco;
- Latrinária.[2]

### Contos
- Um negro volta ao Mangue;
- O homem que devia ter morrido há três anos;[2]
- Uma noite no castelo;
- A loba e os faisões;
- Seresta em tempo de caju;[2]
- Tango-Reggae y otros cuentos [nota 5];
- Uma lembrança de flor - contos olindenses.

### Ensaios e trabalhos técnicos
- Que é turismo? (1973);
- Introdução ao estudo do turismo (1975);
- Coordenação do I Plano Pernambucano de Turismo (1978);
- Turismo, folclore e artesanato - 15 anos de ação da EMPETUR (1982);
- Cultura, turismo e tempo - a fruição do intangível (1983);
- Aspectos da Receita Turística de Pernambuco [nota 6]
- Turismo tropical - Vocação regional e estratégia internacional capitalista;
- Potencial turístico do Nordeste[nota 7];
- Planejamento e organização do turismo;
- Elementos do plano e do projeto em turismo;
- Onde passear no Brasil;
- Turismo e trópico.

### Poesia
- Dura e breve história da Ilha do Maruim;
- Tríptico - vida, paixão e canto;
- Hinapino;
- Estudo de cor na Zona da Mata Sul pernambucana;
- Cantoria;
- Balada bacamarteira do Alto do Bom Jesus;
- Praxis amandi;[2]
- O livro da poesia de Olimpio Bonald Neto;[12]
- Da lúcida visão do homem de pouca fé;
- Sangue e sonhos reinventados.

### Participação em coletâneas
- Poética olindense;
- O urbanismo na literatura;
- Contos de Pernambuco;
- Antologia do conto nordestino e contemporâneo;
- Violão de rua II;
- Presença poética do Recife;
- Carne viva;
- Poetas da Rua do Imperador;
- Seleta de autores pernambucanos;
- Presennça acadêmica;
- Poésie du Brésil (Edição bilingue, Paris);
- Mormaço e sargaço - I Antologia de poetas nordestinos e contemporâneos;
- Poemas de sal e sol - II Antologia de poetas nordestinos e contemporâneos;
- Poesia e vida - em 6 antologias da Sociedade dos Poetas Vivos de Olinda;
- Roteiro de arte popular de Pernambuco;
- Ciclo junino;
- Antologia pernambucana de folclore;
- Antologia do Carnaval do Recife;
- Natal pernambucano.
- A voz do silêncio - Paulista:Editora Flor de Lis, 2023 - ISBN 978-65-980203-1-6[nota 8]

## Letras de músicas
- Canção do Corpo de Bombeiros Militar de Pernambuco[nota 9]

## Prêmios e comendas
- Comenda da Ordem dos Guararapes do Estado de Pernambuco[6]
- Prêmio de contos da Secretaria de Educação e Cultura do Estado de Pernambuco, 1957
- Prêmio de Antropologia cultural da Fundação Joaquim Nabuco, 1960[9]
- Prêmio de poesia da União Brasileira de Escritores, 1966
- Prêmio Geraldo de Andrade, de ensaio, da Academia Pernambucana de Letras, pelo livro Bacamarte, pólvora e povo, 1978
- Presidente Emérito da União Brasileira de Escritores - Seção Pernambuco, 23 de julho de 2009.